# Demjata
Demjata (bis 1927 slowakisch „Demjaty“ oder „Demiata“; ungarisch Deméte) ist eine Gemeinde im Osten der Slowakei mit 1086 Einwohnern (Stand 31. Dezember 2024) im Okres Prešov, einem Teil des Prešovský kraj und wird zur traditionellen Landschaft Šariš gezählt.

## Geographie

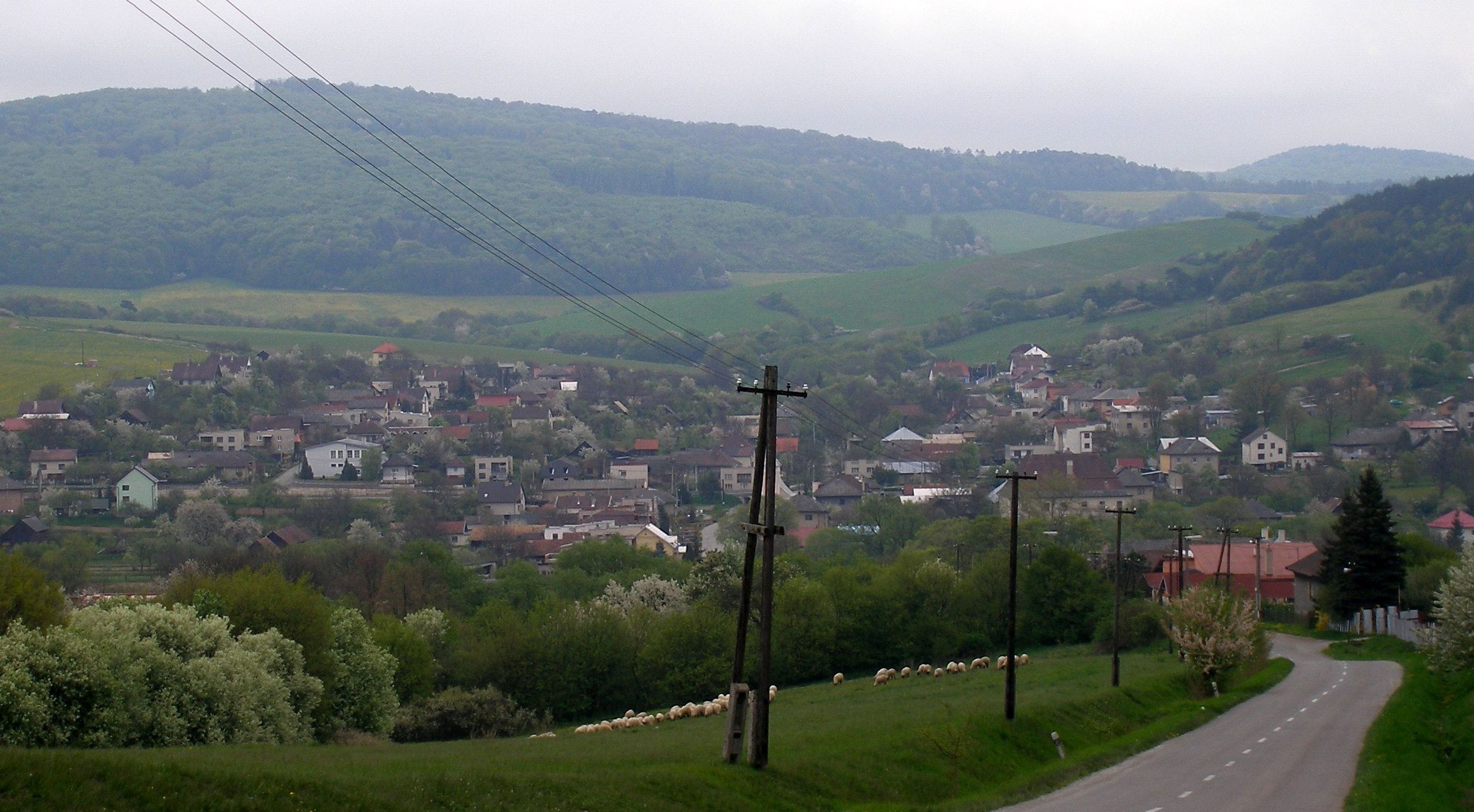
Blick auf den Ort mit umliegender Landschaft

Die Gemeinde befindet sich unterhalb des Südwestzipfels der Niederen Beskiden beidseitig des Flusses Sekčov. Das Ortszentrum liegt auf einer Höhe von 299 m n.m. und ist 17 Kilometer von Prešov sowie 24 Kilometer von Bardejov entfernt.

## Geschichte
Der Ort wurde zum ersten Mal 1330 als Demeta schriftlich erwähnt. Anfangs gehörte die Ortschaft zum Herrschaftsgut der Burg Scharosch, ab dem 15. Jahrhundert dem Landadel, wie Bornemisza im 16. oder Bocskay im 17. Jahrhundert. Nach einem Steuerverzeichnis war im Jahr 1427 eine Steuer von 17 Porta fällig. 1689 war das Dorf menschenleer. 1828 sind 75 Häuser und 553 Einwohner verzeichnet. Die Haupteinnahmequellen waren Landwirtschaft und Schäferei, im 19. Jahrhundert war zudem ein Steinbruch aktiv. Zu dieser Zeit litt Demjata unter Armut und Auswanderungswellen.
Bis 1918 gehörte der im Komitat Scharosch liegende Ort zum Königreich Ungarn und kam danach zur Tschechoslowakei bzw. heute Slowakei. Heute pendelt ein Teil der Bevölkerung zur Arbeit nach Prešov oder Košice.

## Bevölkerung
| Jahr                | 1994 | 2004    | 2014    | 2024    |
| ------------------- | ---- | ------- | ------- | ------- |
| Anzahl der Personen | 987  | 1072    | 1076    | 1086    |
| Unterschied         |      | +8,61 % | +0,37 % | +0,92 % |

| Jahr                | 2023 | 2024    |
| ------------------- | ---- | ------- |
| Anzahl der Personen | 1082 | 1086    |
| Unterschied         |      | +0,36 % |

Ergebnisse der Volkszählung 2001 (1062 Einwohner):
| Nach Ethnie: - 99,72 % Slowaken - 0,19 % Russinen - 0,09 % Tschechen | Nach Konfession: - 96,80 % römisch-katholisch - 2,17 % griechisch-katholisch - 0,38 % konfessionslos - 0,09 % keine Angabe - 0,09 % evangelisch |

## Sehenswürdigkeiten

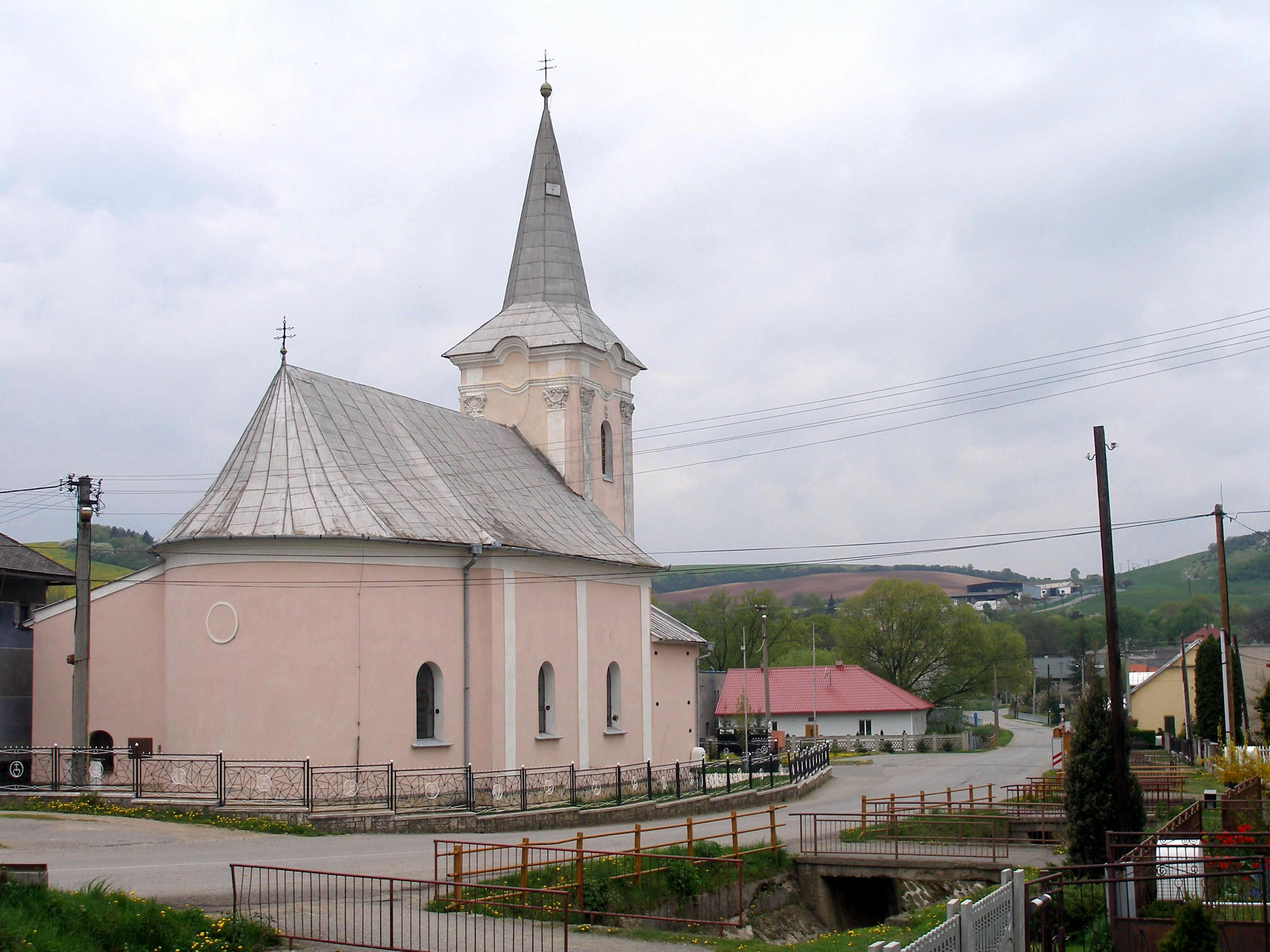
Kirche in Demjata

- römisch-katholische Johannes-der-Täufer-Kirche im barocken Stil aus dem Jahr 1774
- Landschloss „Semsey“ aus dem 16. Jahrhundert, vom ursprünglichen Renaissance-Stil 1764 barockisiert
- Landschloss „Hámoš“ aus dem 17. Jahrhundert, ursprünglich im Renaissance-Stil, 1732 barockisiert

## Infrastruktur
In Demjata besteht ein Kindergarten, eine Grundschule und es wird ein Kulturhaus betrieben. Durch den Ort verläuft die Landesstraße 545 (Kapušany-Bardejov) sowie die Bahnstrecke Kapušany pri Prešove–Bardejov (Haltestellen Demjata und Demjata obec).